# Константинос Гюлекас
Константинос Гюлекас (на гръцки: Κωνσταντίνος Γκιουλέκας) е гръцки адвокат, журналист и политик от Нова демокрация.

## Биография
Константинос Гюлекас е роден на 21 декември 1960 година в Солун, Гърция. Завършва право и политически науки в Солунския университет. Има магистърска степен по наказателно право и защитава доктроска дисертация по концитуционно право отново в Солунския университет. Гюлекас практикува право над 20 години. Член е на Солунската адвокатска колегия.
Избран е за депутат от избирателен район Солун I на общите избори за първи път в 2004 година и е преизбран в 2007 г., 2009 г., 2012 година от партия Нова демокрация.
В 2009 година е министър на образованието в правителството на Караманлис. През юли 2010 година обявява, че ще се кандидатира за кмет на Солун. След местните избори в Гърция през ноември 2010 година Гюлекас е общински съветник в Солунската община. Той е третият член-учредител на младежката секция на Нова демокрация в Северна Гърция. За кратко е изключен от партия Нова деморация на 12 февруари 2012 година, но е приет отново на 3 април същата година.
Гюлекас е член на групата на гръцкия парламент за приятелство с националните парламенти на САЩ, Иран, Израел и България.
Преизбран е за депутат от избирателен район Солун I през януари и септември 2015 година отново от партия Нова демокрация.